# علي محمد محمود
علي محمد محمود حريد (بالصومالية: Cali Maxamed Maxamuud Xareed)‏ سياسي صومالي شغل منصب وزير السياحة في الصومال في الحكومة الاتحادية الانتقالية الصومالية برئاسة عبد الله يوسف أحمد، ورئيس وزرائه نور حسن حسين عدي ثم منصب وزير الصحة في الحكومة الفيدرالية في حكومة عبد الولي الشيخ أحمد في الفترة ما بين 9 أغسطس 2014 و12 يناير 2015 وعين رئيس الوزراء عمر شارماركي سعيد حسين عيد خلفا له.